# Malacarne (condottiero)
Ottino de Caris, detto Malacarne (... – Napoli, 1423), è stato un nobile, condottiero, maresciallo e viceré italiano, conte di Copertino e signore di Bagnolo del Salento, Cellino San Marco, Galatone, Grottaglie, Maruggio, Monacizzo, Parabita e Soleto.

## Biografia
Intorno ai primi anni del XV secolo ottenne dal re del Regno di Napoli Ladislao I d'Angiò-Durazzo alcuni feudi ed i titoli di maresciallo del Regno di Napoli e di viceré di Terra d'Otranto e contrastò il conte di Conversano Luigi d'Enghien ed il principe di Taranto Raimondo Orsini del Balzo. Nel gennaio del 1408 fronteggiò le truppe dello Stato Pontificio; sconfitto, fu tenuto prigioniero prima a Monterotondo e poi a Roma, dove venne liberato da Paolo Orsini. Agli ordini del sovrano napoletano, nel 1411 prese parte alla battaglia di Roccasecca, venendo fatto prigioniero. Liberato, l'anno seguente occupò insieme ad altri condottieri la città di Viterbo ed i feudi limitrofi. Nell'estate del 1413 fu impegnato insieme a Muzio Attendolo Sforza, Fabrizio di Capua e Conte da Carrara in una serie di scontri tra Viterbo e Perugia contro Braccio da Montone e Paolo Orsini. Morto il re Ladislao nel 1414, passò agli ordini del suo successore, la regina Giovanna II d'Angiò-Durazzo, sua sorella, venendo riconfermato nelle cariche. Nel 1420 spogliò dei feudi Tristano di Chiaromonte, partigiano di Giacomo II di Borbone-La Marche, marito della sovrana. Caduto in disgrazia, si schierò con Alfonso V d'Aragona, pretendente al trono del Regno, e prese parte nel 1423 all'assedio di Napoli: qui fu ucciso in una scaramuccia dal condottiero nemico Jacopo Caldora.

## Discendenza
Ottino si sposò con una dama della casata dei Della Marra, da cui ebbe due figli, Nicolò e Vincislao, entrambi ribelli al re del Regno di Napoli Ferrante d'Aragona, e una figlia, Caterina, andata in sposa a Giovanni Bonelli.